# 白背帶猴鯊
白背帶猴鯊（学名：Cryptocentrus albidorsus），又名白背帶絲鰕虎魚，为鰕虎科絲鰕虎魚屬下的一个种。